# Orthoporus discriminans
Orthoporus discriminans är en mångfotingart som beskrevs av Chamberlin 1922. Orthoporus discriminans ingår i släktet Orthoporus och familjen Spirostreptidae. Inga underarter finns listade i Catalogue of Life.